# Susanne Nordling

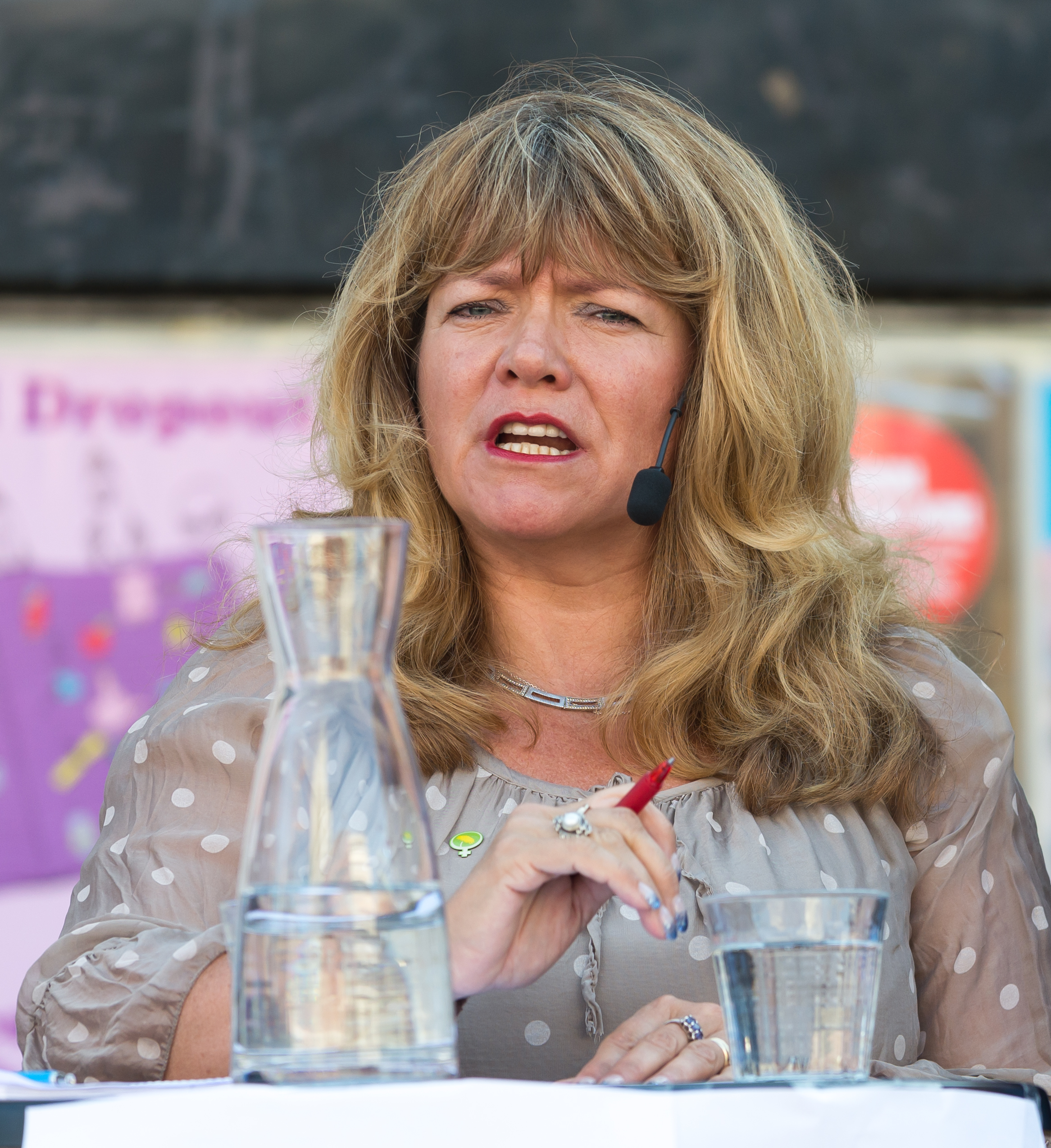
Susanne Nordling under Politik på plattan på Sergels torg i Stockholm inför valet 2018.

Susanne Nordling är politiker och före detta landstingsråd i Stockholms läns landsting för Miljöpartiet de gröna. Hon har tidigare varit gruppledare i Solna kommun.